# Pramonoteizm
Pramonoteizm – kierunek w religioznawstwie uznający, iż pierwotną formą religii był monoteizm, który z czasem degenerował się do politeizmu, animizmu i praktyk magicznych. Głosicielem pramonoteizmu był m.in. Wilhelm Schmidt.